# Прайс, Мегин
Мегин Прайс (англ. Megyn Price, род. 24 марта 1971) — американская актриса, наиболее известная по ролям в ситкомах «Основа для жизни» и «Правила совместной жизни».

## Жизнь и карьера
Мегин Прайс родилась в Сиэтле, штат Вашингтон. Закончив Стэнфордский университет, где Прайс изучала экономику, она устроилась на работу в банк, однако спустя некоторое время решила освоить профессию актрисы, которую она выбрала до обучения, и переехала в Калифорнию.
Прайс дебютировала в 1993 году в эпизоде телесериала «Квантовый скачок» и в последующие годы имела устойчивую работу на телевидении. В 1996 году она получила свою первую главную роль — в ситкоме ABC «Общее дело», который был закрыт после одного короткого сезона. В 1998—1999 годах она снималась в ещё одном недолго просуществовавшем ситкоме «Поздние новости» канала NBC.
Прайс добилась наибольшей известности по ролям Клаудии Финнерти, главной героини ситкома The WB «Основа для жизни», где она снималась с 2001 по 2005 год, а также Одри Бингум в ситкоме CBS «Правила совместной жизни» (2007—2013) с Патриком Уобертоном и Дэвидом Спейдом. Она также появилась в фильмах «Тайна Аляски» (1999) и «Санинспектор» (2006) и была гостем в сериалах «Уилл и Грейс» и «До смерти красива». В 2014 году, Прайс получила одну из главных ролей в сериале Lifetime «Нереально», однако после съемок пилотного эпизода была заменена на Констанс Зиммер.
Прайс дважды была замужем. 13 июля 2007 года она родила дочь по имени Грейс.

## Фильмография
| Год       |     | Русское название               | Оригинальное название                 | Роль            |
| --------- | --- | ------------------------------ | ------------------------------------- | --------------- |
| 1993      | с   | Квантовый скачок               | Quantum Leap                          | Сюзанн Сандерс  |
| 1994      | с   | Спасённые звонком: Новый класс | Saved by the Bell: The New Class      | Саманта         |
| 1995—1996 | с   | Шоу Дрю Кэри                   | The Drew Carey Show                   | официантка      |
| 1996      | с   | Отступник                      | Renegade                              | Мэри Бет Ларсон |
| 1996      | с   | —                              | Common Law                            | Нэнси Слейтон   |
| 1998—1999 | с   | —                              | LateLine                              | Гейл Ингерсолл  |
| 1999      | ф   | —                              | Love Happens                          | Лиза Харрис     |
| 1999      | ф   | Тайна Аляски                   | Mystery, Alaska                       | Сара Хайнз      |
| 2000      | с   | Уилл и Грейс                   | Will & Grace                          | Клэр            |
| 2001—2005 | с   | Основа для жизни               | Grounded for Life                     | Клодия Финнерти |
| 2003      | кор | —                              | Living in Walter’s World              | жена Стива      |
| 2005—2009 | мс  | Американский папаша!           | American Dad!                         | Линда Мимари    |
| 2006      | ф   | Санинспектор                   | Larry the Cable Guy: Health Inspector | Джейн Уитли     |
| 2007—2013 | с   | Правила совместной жизни       | Rules of Engagement                   | Одри Бингем     |
| 2012      | с   | До смерти красива              | Drop Dead Diva                        | Эмили Хорн      |
| 2012      | ф   | 3-х дневный тест               | 3 Day Test                            | Джеки Тейлор    |
| 2012      | мф  | —                              | The Polar Bears                       | Сакари          |
| 2013      | тф  | —                              | A Country Christmas Story             | Дженни Гибсон   |
| 2016—2020 | с   | Ранчо                          | The Ranch                             | Мэри Рот        |
| 2017      | тф  | —                              | Hometown Hero                         | Ронда           |
| 2018      | ф   | Бамблби                        | Bumblebee                             | Эмбер           |
| 2019      | с   | Наш учитель, Габриэль Иглесиас | Mr. Iglesias                          | Джессика Доббс  |
| 2020      | с   | Ординатор                      | The Resident                          | Элайн Харрис    |
| 2020      | с   | Умерь свой энтузиазм           | Curb Your Enthusiasm                  | Донна           |
| 2020      | с   | Обученные                      | Schooled                              | Деб Льюис       |